# Onthophagus bottegi
Onthophagus bottegi là một loài bọ cánh cứng trong họ Bọ hung (Scarabaeidae).